# Венера-2
«Венера-2» — советская автоматическая межпланетная станция типа 3МВ, предназначенная для исследования планеты Венера. Летела в паре с Венерой-3. Им не удалось передать данные о самой Венере, но были получены научные данные о космическом и околопланетном пространстве в год спокойного Солнца. Большой объём измерений во время полёта представил собой большу́ю ценность для изучения проблем сверхдальней связи и межпланетных перелётов. Были изучены магнитные поля, космические лучи, потоки заряженных частиц малых энергий, потоки солнечной плазмы и их энергетические спектры, космические радиоизлучения и микрометеориты.
Масса аппарата — 963 кг.
Станция «Венера-2» была запущена 12 ноября 1965 года в 8 часов 2 минуты московского времени. На станции была установлена телевизионная система и научные приборы. 27 февраля 1966 года станция пролетела на расстоянии 24 000 км от планеты Венера и перешла на гелиоцентрическую орбиту. За время полёта было проведено 26 сеансов связи со станцией «Венера-2» (63 с Венерой-3). Однако система управления станцией вышла из строя ещё до её подлёта к Венере. Станция не передала никаких данных о Венере.
Через четверо суток после старта «Венеры-2», 16 ноября 1965 года, была запущена станция «Венера-3», которая несла спускаемый аппарат вместо фототелевизионной установки. Станция «Венера-3» достигла планеты Венера 1 марта 1966 года, через двое суток после станции «Венера-2».
В 2005 году была обнаружена тёмная комета, получившая обозначение 2005 VL₁, которая движется по вытянутой орбите, приближаясь к орбитам Земли и Венеры. В марте 2025 года было установлено, что её орбита совпадает с орбитой «Венеры-2».